# Winter-Paralympics 1992/Skilanglauf
Bei den V. Winter-Paralympics wurden zwischen dem 14. und 20. Januar 1992 27 Wettkämpfe im Skilanglauf ausgetragen.

## Medaillenspiegel
| Platz | Land               | Goldmedaille | Silbermedaille | Bronzemedaille | Gesamt |
| ----- | ------------------ | ------------ | -------------- | -------------- | ------ |
| 1     | Vereintes Team     | 9            | 8              | 3              | 20     |
| 2     | Norwegen           | 5            | 5              | 3              | 13     |
| 3     | Finnland           | 5            | 3              | 4              | 12     |
| 4     | Deutschland        | 2            | 7              | 1              | 10     |
| 5     | Frankreich         | 2            | 0              | 4              | 6      |
| 6     | Polen              | 2            | 0              | 3              | 5      |
| 7     | Vereinigte Staaten | 2            | 0              | 1              | 3      |
| 8     | Schweiz            | 0            | 2              | 1              | 3      |
| 9     | Österreich         | 0            | 1              | 3              | 4      |
| 10    | Tschechoslowakei   | 0            | 1              | 1              | 2      |
| 11    | Italien            | –            | –              | 2              | 2      |
| 12    | Spanien            | –            | –              | 1              | 1      |

## Klassifizierungen
| Klasse | Einstufungen |
| ------ | --- |
| LW2    | Stehend, Eine Beinamputation oberhalb des Knies                                                                   |
| LW3    | Stehend, Beidseitige Beinamputation, leichte Zerebralparese oder ähnliche Einschränkungen                         |
| LW4    | Stehend, Eine Beinamputation unterhalb des Knies                                                                  |
| LW5/7  | Stehend, Beidseitige Armamputation                                                                                |
| LW6/8  | Stehend, Eine Armamputation                                                                                       |
| LW9    | Stehend, Eine Arm- und eine Beinamputation bzw. eine Beeinträchtigung in einem Arm und einem Bein                 |
| LW 10  | Sitzend, Querschnittlähmung mit keiner oder nur eingeschränkter Oberbauchfunktion und fehlendem Sitzgleichgewicht |
| LW 11  | Sitzend, Querschnittlähmung mit Sitzgleichgewicht                                                                 |
| B1     | Sehbehindert, kein Restsehvermögen                                                                                |
| B2     | Sehbehindert, zwischen 3 und 5 % Restsehvermögen                                                                  |
| B3     | Sehbehindert, unter 10 % Restsehvermügen                                                                          |

## Frauen

### LW2/9
| Disziplin | Gold           | Silber        | Bronze        |
| --------- | -------------- | ------------- | ------------- |
| 5 km      | Tanja Tervonen | Siw Vestengen | Gisela Danzl  |
| 10 km     | Tanja Tervonen | Theres Huser  | Siw Vestengen |

### LW10/11
| Disziplin | Gold               | Silber        | Bronze          |
| --------- | ------------------ | ------------- | --------------- |
| 2,5 km    | Ragnhild Myklebust | Barbara Maier | Dorothea Agetle |
| 5 km      | Ragnhild Myklebust | Barbara Maier | Dorothea Agetle |

### B1
| Disziplin | Gold            | Silber           | Bronze           |
| --------- | --------------- | ---------------- | ---------------- |
| 5 km      | Nazarenko       | Pavla Valníčková | Kirsti Pennanen  |
| 10 km     | Lubow Paninykii | Nazarenko        | Pavla Valníčková |

### B2/3
| Disziplin | Gold     | Silber            | Bronze          |
| --------- | -------- | ----------------- | --------------- |
| 5 km      | Elesina  | Nadejda Tchirkova | Renata Hönisch  |
| 10 km     | Chirkowa | Elesina           | Kaija Tuikkanen |

## Männer

### LW2/4
| Disziplin | Gold                | Silber          | Bronze             |
| --------- | ------------------- | --------------- | ------------------ |
| 5 km      | Svein Tore Fauskrud | Svein Lilleberg | Åge Jønsberg       |
| 20 km     | André Favre         | Åge Jønsberg    | Kalervo Pieksämäki |

### LW3/5/7/9
| Disziplin | Gold          | Silber      | Bronze                   |
| --------- | ------------- | ----------- | ------------------------ |
| 5 km      | Jan Kolodziej | Terje Gruer | Miguel Angel Perez Tello |
| 20 km     | Marcin Kos    | Axel Hecker | Jan Kolodziej            |

### LW6/8
| Disziplin | Gold             | Silber          | Bronze           |
| --------- | ---------------- | --------------- | ---------------- |
| 5 km      | Jean-Yves Arvier | Jouko Grip      | Andrzej Pietrzyk |
| 10 km     | Jouko Grip       | Bernhard Furrer | Jean-Yves Arvier |

### LW10
| Disziplin | Gold        | Silber          | Bronze          |
| --------- | ----------- | --------------- | --------------- |
| 5 km      | Jeff Pagels | Klaus Kleiser   | Oliver Anthofer |
| 10 km     | Jeff Pagels | Oliver Anthofer | Klaus Kleiser   |

### LW11
| Disziplin | Gold              | Silber         | Bronze         |
| --------- | ----------------- | -------------- | -------------- |
| 5 km      | Kari Joki-Erkkila | Teuvo Ojala    | Knut Lundstrøm |
| 10 km     | Kari Joki-Erkkila | Knut Lundstrøm | Teuvo Ojala    |

### B1
| Disziplin | Gold                | Silber   | Bronze       |
| --------- | ------------------- | -------- | ------------ |
| 10 km     | Waleri Kuptschinski | Bogdanow | Luc Sabatier |
| 30 km     | Waleri Kuptschinski | Bogdanow | Luc Sabatier |

### B2
| Disziplin | Gold        | Silber              | Bronze   |
| --------- | ----------- | ------------------- | -------- |
| 10 km     | Frank Höfle | Wladimir Kolesnikow | Seleznew |
| 30 km     | Frank Höfle | Wladimir Kolesnikow | Seleznew |

### B3
| Disziplin | Gold                 | Silber            | Bronze            |
| --------- | -------------------- | ----------------- | ----------------- |
| 10 km     | Nikolai Iljutschenko | Alexander Schwarz | Robert Walsh      |
| 30 km     | Nikolai Iljutschenko | Sergej Loschkin   | Andrei Wenediktow |

### LW2/9
| Disziplin        | Gold                                                                 | Silber                                                            | Bronze                                                       |
| ---------------- | -------------------------------------------------------------------- | ----------------------------------------------------------------- | ------------------------------------------------------------ |
| 4 × 5 km Staffel | NorwegenSvein Tore Fauskrud Terje Gruer Åge Jønsberg Svein Lilleberg | DeutschlandTheo Feger Roland Gäss Wolfgang Mahler Reinhold Schwer | PolenMarian Damian Jan Kolodziej Marcin Kos Andrzej Pietrzyk |

### LW10/11
| Disziplin          | Gold                                                   | Silber                                               | Bronze                                          |
| ------------------ | ------------------------------------------------------ | ---------------------------------------------------- | ----------------------------------------------- |
| 3 × 2,5 km Staffel | NorwegenRolf Einar Pedersen Magne Lunde Olai Myklebust | FinnlandKari Joki-Erkkila Teuvo Ojala Raimo Peltonen | SchweizFranco Belletti Heinz Frei Walter Widmer |

### B1/2/3
| Disziplin        | Gold                                                          | Silber                                              | Bronze                                            |
| ---------------- | ------------------------------------------------------------- | --------------------------------------------------- | ------------------------------------------------- |
| 3 × 5 km Staffel | Vereintes TeamNikolai Iljutschenko Kupchinsky Sergej Loschkin | DeutschlandUdo Hirsch Frank Höfle Alexander Schwarz | FrankreichHerve Le Moing Luc Sabatier Elie Zampin |